# Calificările pentru Campionatul Mondial de Fotbal 2014 (UEFA) – Grupa E
Grupa E din Calificările pentru Campionatul Mondial de Fotbal 2014 (UEFA) a fost o grupă din zona de calificări UEFA pentru Campionatul Mondial de Fotbal 2014. Din grupă au făcut parte Norvegia, Slovenia, Elveția, Albania, Cipru și Islanda.
Câștigătoarea grupei, Anglia, s-a calificat direct la Campionatul Mondial de Fotbal 2014. Cea de-a doua clasată, Ucraina, s-a calificat la barajul pentru accederea la Campionatul Mondial de Fotbal 2014.

## Clasament
| Echipa   | MJ | V | E | Î | GM | GP | G   | Pct |
| -------- | -- | - | - | - | -- | -- | --- | --- |
| Elveția  | 10 | 7 | 3 | 0 | 17 | 6  | +11 | 24  |
| Islanda  | 10 | 5 | 2 | 3 | 17 | 15 | +2  | 17  |
| Slovenia | 10 | 5 | 0 | 5 | 14 | 11 | +3  | 15  |
| Norvegia | 10 | 3 | 3 | 4 | 10 | 13 | −3  | 12  |
| Albania  | 10 | 3 | 2 | 5 | 9  | 11 | −2  | 11  |
| Cipru    | 10 | 1 | 2 | 7 | 4  | 15 | −11 | 5   |

|          | Albania | Cipru | Islanda | Norvegia | Slovenia | Elveția |
| -------- | ------- | ----- | ------- | -------- | -------- | ------- |
| Albania  | —       | 3–1   | 1–2     | 1–1      | 1–0      | 1–2     |
| Cipru    | 0–0     | —     | 1–0     | 1–3      | 0–2      | 0–0     |
| Islanda  | 2–1     | 2–0   | —       | 2–0      | 2–4      | 0–2     |
| Norvegia | 0–1     | 2–0   | 1–1     | —        | 2–1      | 0–2     |
| Slovenia | 1–0     | 2–1   | 1–2     | 3–0      | —        | 0–2     |
| Elveția  | 2–0     | 1–0   | 4–4     | 1–1      | 1–0      | —       |

## Meciuri
Programul meciurilor a fost determinat la întrunirea de pe 22 noiembrie 2011, din Zürich, Elveția.
| Albania                         | 3–1    | Cipru       |
| ------------------------------- | ------ | ----------- |
| Sadiku 36' Çani 84' Bogdani 87' | Report | Laban 45+5' |

| Slovenia | 0–2    | Elveția             |
| -------- | ------ | ------------------- |
|          | Report | Xhaka 20' Inler 51' |

| Islanda                     | 2–0    | Norvegia |
| --------------------------- | ------ | -------- |
| Árnason 22' Finnbogason 81' | Report |          |

| Cipru        | 1–0    | Islanda |
| ------------ | ------ | ------- |
| Makrides 58' | Report |         |

| Norvegia                               | 2–1    | Slovenia           |
| -------------------------------------- | ------ | ------------------ |
| Henriksen 26' J. A. Riise 90+3' (pen.) | Report | Waehler 16' (o.g.) |

| Elveția                      | 2–0    | Albania |
| ---------------------------- | ------ | ------- |
| Shaqiri 23' Inler 68' (pen.) | Report |         |

| Albania  | 1–2    | Islanda                      |
| -------- | ------ | ---------------------------- |
| Çani 28' | Report | Bjarnason 19' Sigurðsson 81' |

| Elveția        | 1–1    | Norvegia      |
| -------------- | ------ | ------------- |
| Gavranović 79' | Report | Hangeland 81' |

| Slovenia        | 2–1    | Cipru         |
| --------------- | ------ | ------------- |
| Matavž 38', 61' | Report | Aloneftis 83' |

| Cipru         | 1–3    | Norvegia                                      |
| ------------- | ------ | --------------------------------------------- |
| Aloneftis 42' | Report | Hangeland 45' Elyounoussi 81' (pen.) King 83' |

| Islanda | 0–2    | Elveția                     |
| ------- | ------ | --------------------------- |
|         | Report | Barnetta 66' Gavranović 79' |

| Albania   | 1–0    | Slovenia |
| --------- | ------ | -------- |
| Roshi 37' | Report |          |

| Slovenia      | 1–2    | Islanda             |
| ------------- | ------ | ------------------- |
| Novaković 34' | Report | Sigurðsson 55', 78' |

| Norvegia | 0–1    | Albania    |
| -------- | ------ | ---------- |
|          | Report | Salihi 66' |

| Cipru | 0–0    | Elveția |
| ----- | ------ | ------- |
|       | Report |         |

| Albania  | 1–1    | Norvegia  |
| -------- | ------ | --------- |
| Rama 40' | Report | Høgli 87' |

| Islanda                              | 2–4    | Slovenia                                      |
| ------------------------------------ | ------ | --------------------------------------------- |
| Bjarnason 22' Finnbogason 26' (pen.) | Report | Kirm 11' Birsa 31' (pen.) Cesar 61' Krhin 86' |

| Elveția       | 1–0    | Cipru |
| ------------- | ------ | ----- |
| Seferović 90' | Report |       |

| Norvegia                 | 2–0    | Cipru |
| ------------------------ | ------ | ----- |
| Elyounoussi 43' King 66' | Report |       |

| Slovenia  | 1–0    | Albania |
| --------- | ------ | ------- |
| Kampl 19' | Report |         |

| Elveția                                             | 4–4    | Islanda                                   |
| --------------------------------------------------- | ------ | ----------------------------------------- |
| Lichtsteiner 15', 30' Schär 27' Džemaili 54' (pen.) | Report | Guðmundsson 3', 68', 90+1' Sigþórsson 56' |

| Norvegia | 0–2    | Elveția        |
| -------- | ------ | -------------- |
|          | Report | Schär 12', 51' |

| Cipru | 0–2    | Slovenia                 |
| ----- | ------ | ------------------------ |
|       | Report | Novaković 12' Iličić 80' |

| Islanda                      | 2–1    | Albania |
| ---------------------------- | ------ | ------- |
| Bjarnason 13' Sigþórsson 47' | Report | Rama 9' |

| Albania           | 1–2    | Elveția              |
| ----------------- | ------ | -------------------- |
| Salihi 89' (pen.) | Report | Shaqiri 47' Lang 77' |

| Islanda                       | 2–0    | Cipru |
| ----------------------------- | ------ | ----- |
| Sigþórsson 60' Sigurðsson 76' | Report |       |

| Slovenia                | 3–0    | Norvegia |
| ----------------------- | ------ | -------- |
| Novaković 13', 14', 49' | Report |          |

| Cipru | 0–0    | Albania |
| ----- | ------ | ------- |
|       | Report |         |

| Norvegia    | 1–1    | Islanda        |
| ----------- | ------ | -------------- |
| Braaten 30' | Report | Sigþórsson 12' |

| Elveția   | 1–0    | Slovenia |
| --------- | ------ | -------- |
| Xhaka 74' | Report |          |

## Marcatori
S-au marcat 72 de goluri în 30 de meciuri, cu o medie de 2,4 goluri per meci.
5 goluri
| - Milivoje Novaković |

4 goluri
| - Gylfi Sigurðsson | - Kolbeinn Sigþórsson |  |

3 goluri
| - Birkir Bjarnason | - Jóhann Berg Guðmundsson | - Fabian Schär |

2 goluri
| - Edgar Çani - Valdet Rama - Hamdi Salihi - Efstathios Aloneftis - Alfreð Finnbogason | - Tarik Elyounoussi - Brede Hangeland - Joshua King - Tim Matavž - Xherdan Shaqiri | - Mario Gavranović - Gökhan Inler - Stephan Lichtsteiner - Granit Xhaka |

1 gol
| - Erjon Bogdani - Odise Roshi - Armando Sadiku - Vincent Laban - Constantinos Makrides - Kári Árnason - Daniel Braaten | - Markus Henriksen - Tom Høgli - John Arne Riise - Valter Birsa - Boštjan Cesar - Kevin Kampl - Andraž Kirm | - Rene Krhin - Josip Iličić - Tranquillo Barnetta - Blerim Džemaili - Michael Lang - Haris Seferović |

Autogol
| - Kjetil Waehler (vs. Slovenia) |

## Disciplină
| Poz. | Jucător                 | Țara     | Cartonaș galben | Cartonaș roșu | Suspendat pentru meci(uri)                                  | Motiv              |
| ---- | ----------------------- | -------- | --------------- | ------------- | ----------------------------------------------------------- | ------------------ |
| F    | Boštjan Cesar           | Slovenia | 4               | 1             | vs Albania (16 octombrie 2012)                              | Cumul de cartonașe |
| M    | Tranquillo Barnetta     | Elveția  | 2               | 1             | vs Albania (11 septembrie 2012)                             | Eliminat           |
| F    | Andi Lila               | Albania  | 2               | 1             | vs Norvegia (7 iunie 2013)                                  | Eliminat           |
| F    | Sölvi Ottesen           | Islanda  | 1               | 1             | vs Albania (12 octombrie 2012)                              | Eliminat           |
| F    | Espen Ruud              | Norvegia | 4               | 0             | vs Albania (22 martie 2013) vs Slovenia (11 octombrie 2013) | Cumul de cartonașe |
| A    | Vincent Laban           | Cipru    | 3               | 0             | vs Slovenia (12 octombrie 2012)                             | Cumul de cartonașe |
| M    | Aron Gunnarsson         | Islanda  | 3               | 0             | vs Elveția (16 octombrie 2012)                              | Cumul de cartonașe |
| A    | Eren Derdiyok           | Elveția  | 2               | 0             | vs Islanda (16 octombrie 2012)                              | Cumul de cartonașe |
| F    | Valentinos Sielis       | Cipru    | 2               | 0             | vs Norvegia (16 octombrie 2012)                             | Cumul de cartonașe |
| F    | Kári Árnason            | Islanda  | 3               | 0             | vs Slovenia (22 martie 2013)                                | Cumul de cartonașe |
| M    | Rúrik Gíslason          | Islanda  | 2               | 0             | vs Slovenia (22 martie 2013)                                | Cumul de cartonașe |
| F    | Grétar Steinsson        | Islanda  | 2               | 0             | vs Slovenia (22 martie 2013)                                | Cumul de cartonașe |
| M    | Josip Iličić            | Slovenia | 2               | 0             | vs Islanda (22 martie 2013)                                 | Cumul de cartonașe |
| M    | Andraž Kirm             | Slovenia | 3               | 0             | vs Islanda (22 martie 2013)                                 | Cumul de cartonașe |
| M    | Daniel Braaten          | Norvegia | 2               | 0             | vs Albania (22 martie 2013)                                 | Cumul de cartonașe |
| M    | Jóhann Berg Guðmundsson | Islanda  | 2               | 0             | vs Slovenia (7 iunie 2013)                                  | Cumul de cartonașe |
| M    | Gylfi Sigurðsson        | Islanda  | 3               | 0             | vs Slovenia (7 iunie 2013)                                  | Cumul de cartonașe |
| M    | Lorik Cana              | Albania  | 4               | 0             | vs Norvegia (7 iunie 2013)                                  | Cumul de cartonașe |
| M    | Odise Roshi             | Albania  | 2               | 0             | vs Norvegia (7 iunie 2013)                                  | Cumul de cartonașe |
| F    | Armend Dallku           | Albania  | 3               | 0             | vs Slovenia (6 septembrie 2013)                             | Cumul de cartonașe |
| M    | Gokhan Inler            | Elveția  | 2               | 0             | vs Islanda (6 septembrie 2013)                              | Cumul de cartonașe |
| F    | Ilias Charalampous      | Cipru    | 2               | 0             | vs Norvegia (6 septembrie 2013)                             | Cumul de cartonașe |
| M    | Konstantinos Makridis   | Cipru    | 2               | 0             | vs Norvegia (6 septembrie 2013)                             | Cumul de cartonașe |
| M    | Efstathios Aloneftis    | Cipru    | 3               | 0             | vs Slovenia (10 septembrie 2013)                            | Cumul de cartonașe |
| M    | Jasmin Kurtic           | Slovenia | 2               | 0             | vs Cipru (10 septembrie 2013)                               | Cumul de cartonașe |
| M    | Ansi Agolli             | Albania  | 2               | 0             | vs Islanda (10 septembrie 2013)                             | Cumul de cartonașe |
| M    | Giorgos Merkis          | Cipru    | 2               | 0             | vs Albania (15 octombrie 2013)                              | Cumul de cartonașe |
| F    | Steve von Bergen        | Elveția  | 2               | 0             | vs Slovenia (15 octombrie 2013)                             | Cumul de cartonașe |

## Asistență
| Echipa   | Maximă | Minimă | Medie  |
| -------- | ------ | ------ | ------ |
| Albania  | 15,600 | 8,200  | 10,550 |
| Cipru    | 2,493  | 714    | 1,713  |
| Islanda  | 9,768  | 8,352  | 8,923  |
| Norvegia | 16,631 | 11,168 | 12,576 |
| Elveția  | 30,712 | 16,500 | 22,528 |
| Slovenia | 13,843 | 6,500  | 10,386 |